# Eucalyptus nitens
Eucalyptus nitens, comúnmente conocido como el eucalipto brillante ("shining gum"), es una especie nativa de Victoria y el este de Nueva Gales del Sur en Australia. Crece en los bosques húmedos templados y sus márgenes en suelos fértiles de áreas de clima fresco.

## Descripción
Eucalyptus nitens es un árbol del bosque grande o muy grande que crece hasta 60 m, en Victoria ocasionalmente hasta 90 m de alto. La corteza es persistente en la parte baja del tronco, gris a café grisáceo, fibrosa-escamosa, lisa en la parte exterior, blanca, gris o amarilla, mudándola en largos listones. Las hojas son opuestas, ovadas a elípticas, cordadas, glaucas, y las hojas adultas son estrechas-lanceoladas o lanceoladas, 15–25 cm de largo, 1,5–2,5 cm de ancho, verdes, brillosas, concolorosas. La inflorescencia es de 7 flores, el pedúnculo estrechamente aplanado o angular, 6–15 mm de largo. Los capullos son sésiles, ovoides o cilíndricos, 5–7 mm long, 3–4 mm de diámetro, la cicatriz del anillo es causada por la muda del opérculo exterior; la caliptra es cónica, aguda u obtusa, más corta o tan ancha como hipantio. El fruto es cilíndridico ovoide, 4–7 mm de largo, 4–6 mm de diámetro; el disco es deprimido y las válvulas encerradas o al nivel del aro.

## Usos
En Tasmania Eucalyptus nitens es una de las especies más importantes de árboles usados en plantaciones junto con Eucalyptus globulus (eucalipto azul de Tasmania) y Pinus radiata (pino insigne).

## Taxonomía
Eucalyptus nitens fue descrita por H.Deane & Maiden y publicado en A critical revision of the genus Eucalyptus 2: 273. 1913.
Etimología
Eucalyptus: nombre genérico que proviene del griego antiguo: eû = "bien, justamente" y kalyptós = "cubierto, que recubre". En Eucalyptus L'Hér., los pétalos, soldados entre sí y a veces también con los sépalos, forman parte del opérculo, perfectamente ajustado al hipanto, que se desprende a la hora de la floración.
nitens: epíteto latíno 
Sinonimia
- Eucalyptus goniocalyx var. nitens H.Deane & Maiden, Proc. Linn. Soc. New South Wales 24: 462 (1899).[6]